# Laba Sari
Laba Sari is een bestuurslaag in het regentschap Karangasem van de provincie Bali, Indonesië. Laba Sari telt 2554 inwoners (volkstelling 2010).